# Ściana Wschodnia

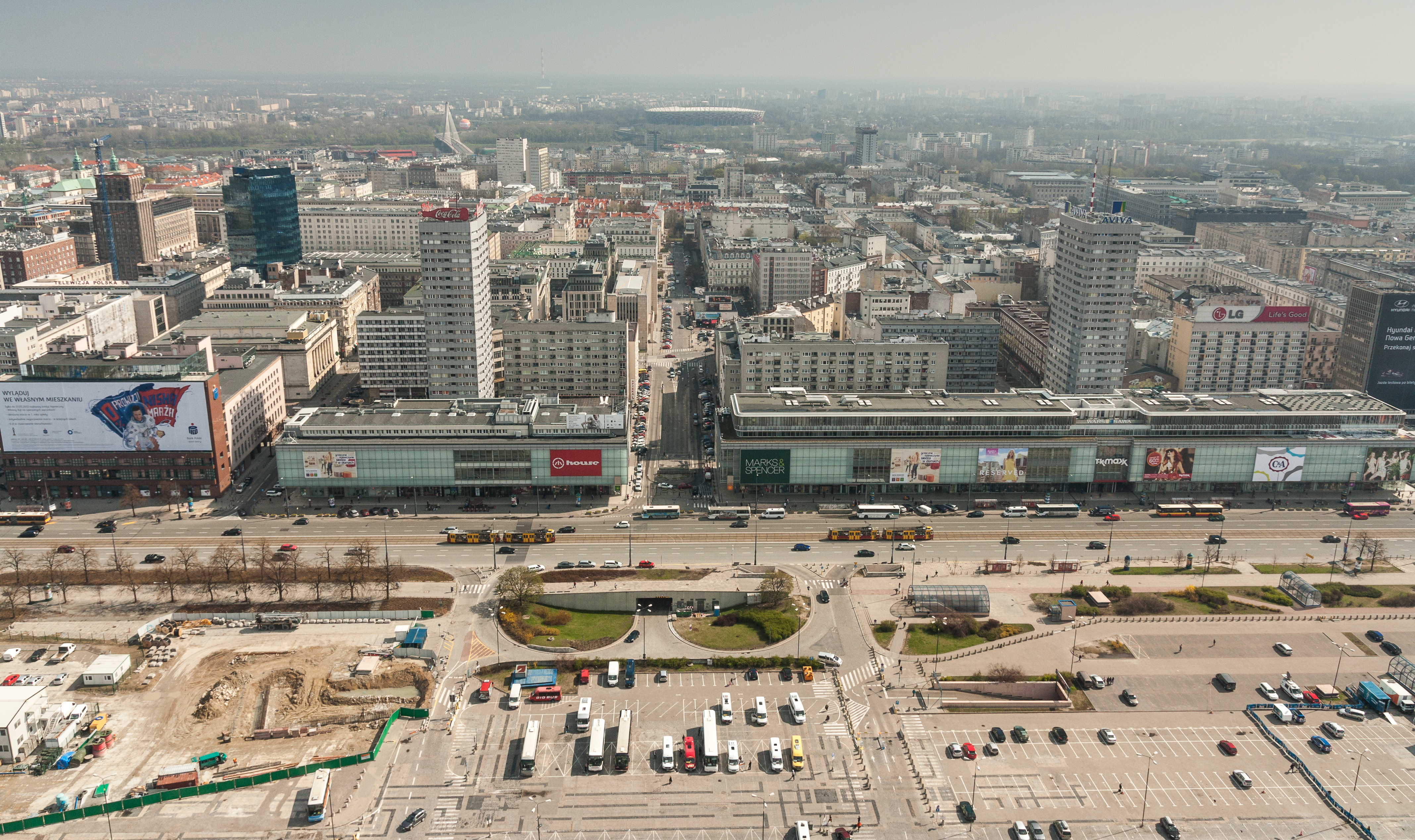
Pohled na komplex z Paláce kultury a vědy.

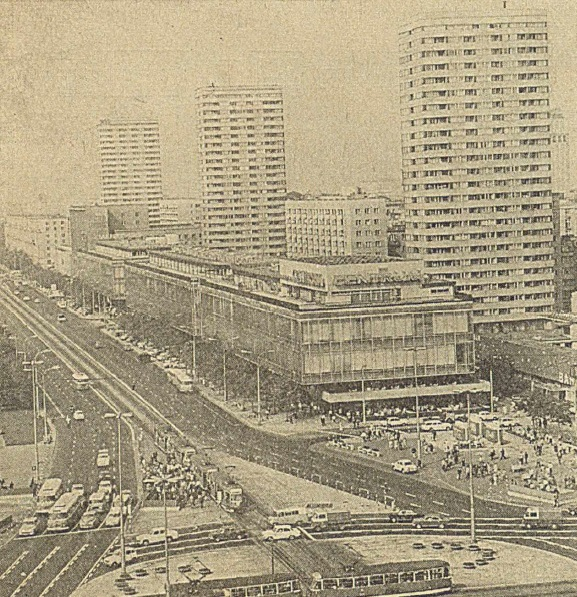
Komplex po dokončení v roce 1971.

Ściana Wschodnia, (česky doslova Východní zeď/stěna, celým polským názvem Strona Wschodnia ulicy Marszałkowskiej) je skupina budov v centru Varšavy, nacházející se východně od Paláce Kultury a Vědy. Východní stěna tvoří jeden z klíčových urbanistických a architektonických prvků po druhé světové válce přebudované Varšavy. Je orientována severo-jižním směrem, v ose Marszałkovské ulice. 
Komplex byl vybudován v letech 1962–1969 podle projektu architektů Zbigniewa Karpińského a Jana Klewina. Oba architekti vyhráli se svým návrhem ve veřejné soutěži, která se uskutečnila v letech 1959/1960. Ve své době se jednalo o ukázkové dílo architektury modernismu v Polsku. Komplex tvoří podlouhlý objekt v ose ulice Marszałkowské a tři výškové budovy, zbudované v pravidelných rozestupech za prvním objektem. Slouží pro komerční i obytné účely; po dokončení se zde nacházely 4 obchody (Wars, Sawa, Sezam, Junior). Po vybudování objektu byly veřejně kritizovány nedostatky a chyby ve výstavbě, především v oblasti vybavenosti bytů.[zdroj?]
Po roce 1972 byl připravován i projekt protilehlé Západní stěny, která by se nacházela tam, kde dnes stojí obchodní centrum Złote Terasy. K realizaci projektu však nikdy nedošlo; po roce 1989 byly přípravy vzhledem ke společensko-politickým změnám v Polsku zastaveny. 